# Isabel C. Clarke
Isabel Constance Clarke (1869-1951) fue una novelista, biógrafa y autora católica de más de cincuenta libros. Consideraba la novela como un "apostolado definitivo" por su habilidad de llevar la fe católica a aquellas personas que la ignoran. El popular autor católico de libros para niños Francis J. Fynn la llamó "la mejor novelista católica viva."